# Arrondissement Château-Salins

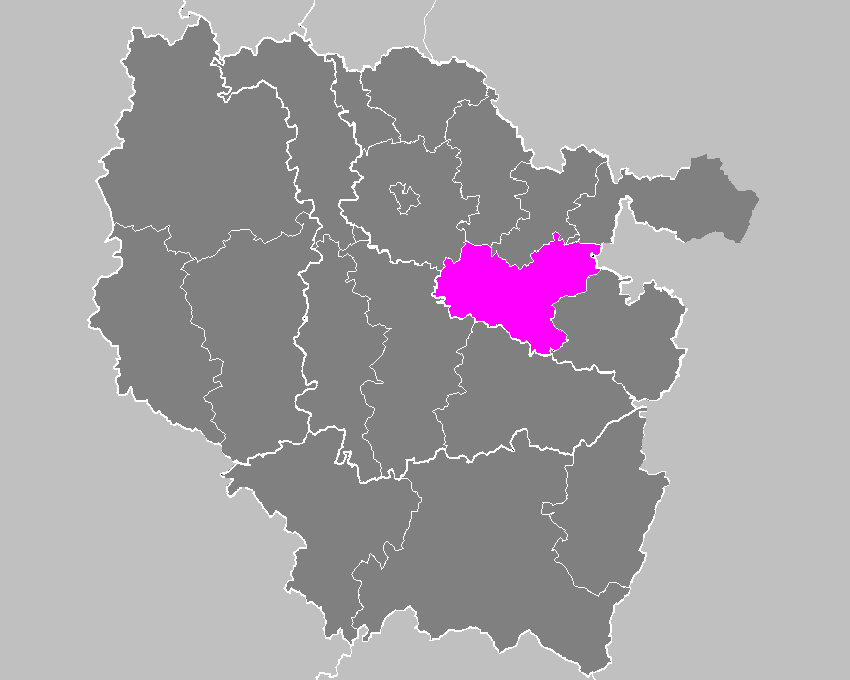
Lage in Lothringen

Das Arrondissement Château-Salins (deutsch Landkreis bzw. Kreis Salzburg(en)) ist eine ehemalige Verwaltungseinheit des Départements Moselle innerhalb der ehemaligen französischen Region Lothringen (heute zur Region Grand Est gehörend) mit zuletzt 29.756 Einwohnern (Stand 1. Januar 2013) auf einer Fläche von 974 km². Hauptort (Unterpräfektur) war Château-Salins (deutsch Salzburg).
Es bestand aus fünf Kantonen und 128 Gemeinden. Am 1. Januar 2016 wurde es mit dem Arrondissement Sarrebourg zum neuen Arrondissement Sarrebourg-Château-Salins zusammengeschlossen.

## Kantone
- Albestroff
- Château-Salins
- Delme
- Dieuze
- Vic-sur-Seille

## Gemeinden
- Aboncourt-sur-Seille
- Achain
- Ajoncourt
- Alaincourt-la-Côte
- Albestroff
- Amelécourt
- Attilloncourt
- Aulnois-sur-Seille
- Bacourt
- Bassing
- Baudrecourt
- Bellange
- Bénestroff
- Bermering
- Bezange-la-Petite
- Bidestroff
- Bioncourt
- Blanche-Église
- Bourdonnay
- Bourgaltroff
- Bréhain
- Burlioncourt
- Chambrey
- Château-Bréhain
- Château-Salins
- Château-Voué
- Chenois
- Chicourt
- Conthil
- Craincourt
- Cutting
- Dalhain
- Delme
- Dieuze
- Domnom-lès-Dieuze
- Donjeux
- Donnelay
- Fonteny
- Fossieux
- Francaltroff
- Frémery
- Fresnes-en-Saulnois
- Gelucourt
- Gerbécourt
- Givrycourt
- Grémecey
- Guébestroff
- Guéblange-lès-Dieuze
- Guébling
- Guinzeling
- Haboudange
- Hampont
- Hannocourt
- Haraucourt-sur-Seille
- Honskirch
- Insming
- Insviller
- Jallaucourt
- Juvelize
- Juville
- Lagarde
- Laneuveville-en-Saulnois
- Lemoncourt
- Léning
- Lesse
- Ley
- Lezey
- Lhor
- Lidrezing
- Lindre-Basse
- Lindre-Haute
- Liocourt
- Lostroff
- Loudrefing
- Lubécourt
- Lucy
- Maizières-lès-Vic
- Malaucourt-sur-Seille
- Manhoué
- Marimont-lès-Bénestroff
- Marsal
- Marthille
- Molring
- Moncourt
- Montdidier
- Morville-lès-Vic
- Morville-sur-Nied
- Moyenvic
- Mulcey
- Munster
- Nébing
- Neufvillage
- Obreck
- Ommeray
- Oriocourt
- Oron
- Pettoncourt
- Pévange
- Prévocourt
- Puttigny
- Puzieux
- Réning
- Riche
- Rodalbe
- Rorbach-lès-Dieuze
- Saint-Epvre
- Saint-Médard
- Salonnes
- Sotzeling
- Tarquimpol
- Tincry
- Torcheville
- Vahl-lès-Bénestroff
- Val-de-Bride
- Vannecourt
- Vaxy
- Vergaville
- Vibersviller
- Vic-sur-Seille
- Villers-sur-Nied
- Virming
- Vittersbourg
- Viviers
- Wuisse
- Xanrey
- Xocourt
- Zarbeling
- Zommange